# Jean-Albert Grégoire

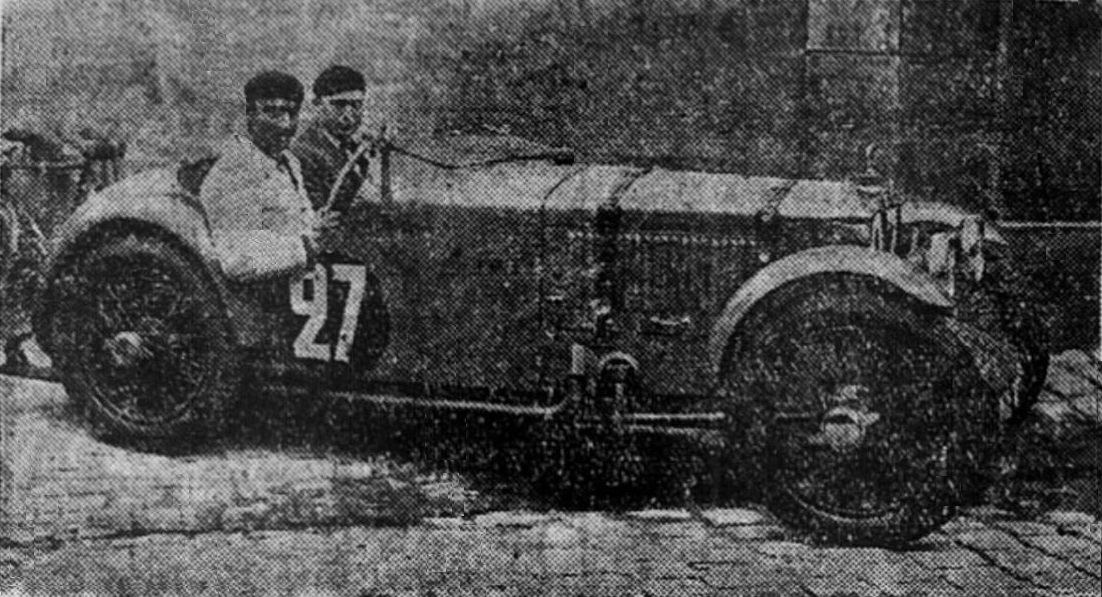
Jean-Albert Grégoire und Fernand Vallon im Tracta A28 beim 24-Stunden-Rennen von Le Mans 1930

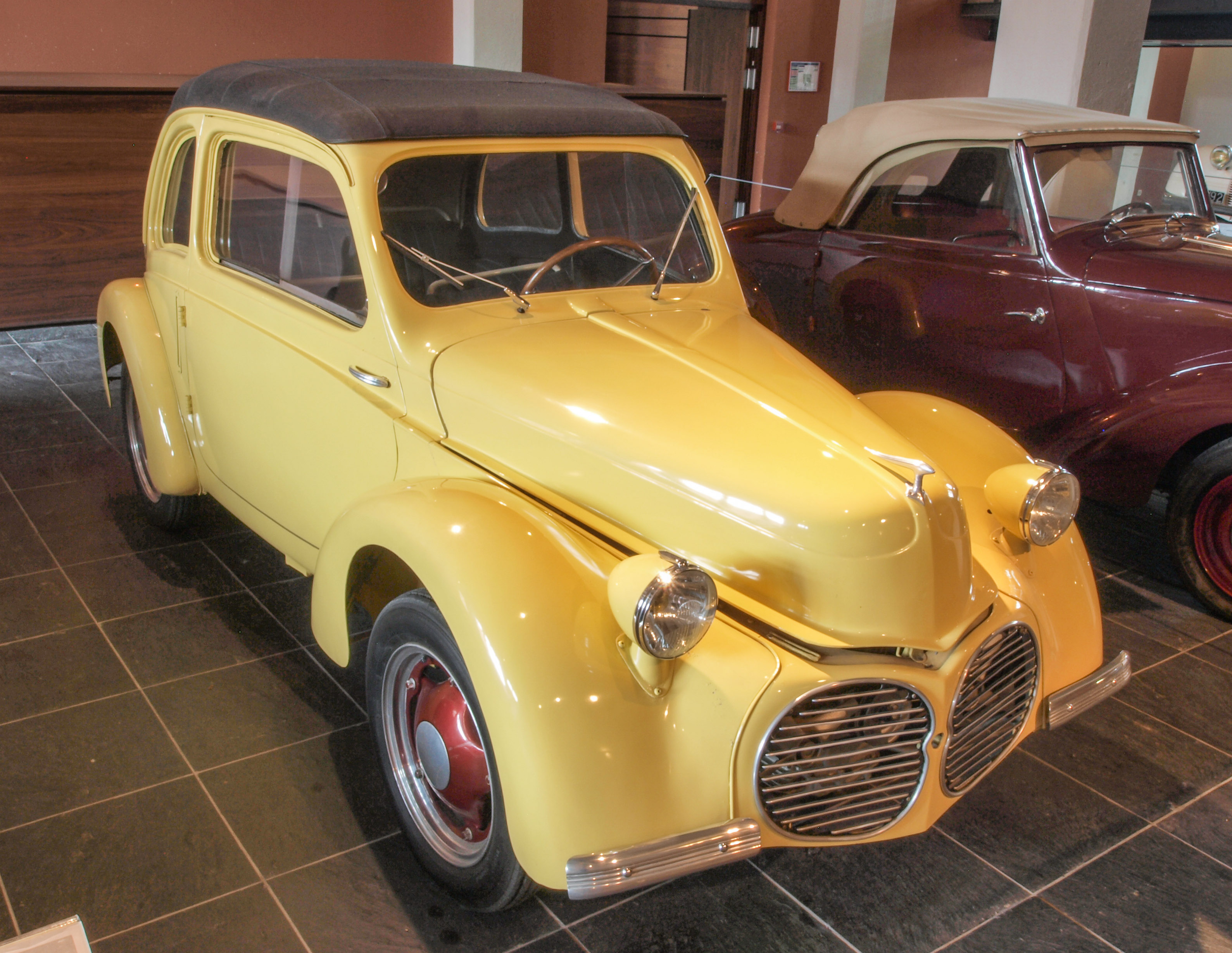
Der AFG Grégoire von 1941

Jean-Albert Grégoire (* 7. Juli 1899 in Paris; † 19. August 1992 in Neuilly-sur-Seine) war ein französischer Ingenieur, Erfinder und Automobilpionier.

## Konstrukteur
Grégoire studierte an der École polytechnique und promovierte in Rechtswissenschaften. Er wurde durch die von ihm entwickelten erfolgreichen Frontantriebsfahrzeuge der Marke Tracta bekannt. Er konstruierte 1924 mit einem Tracta das erste Serienfahrzeug mit Frontantrieb. 1935 gewann er mit einem zweisitzigen Fahrzeug in Aluminium-Rahmenbauweise einen von der französischen „Societe des Ingenieurs de l’Automobile (SIA)“ ausgeschriebenen Wettbewerb zur Entwicklung eines einfachen und bezahlbaren Autos für „Jedermann“.
Später arbeitete er mit dem französischen Aluminiumhersteller Aluminium Français zusammen und entwickelte das weitgehend aus der Aluminiumlegierung Alpax gefertigte Auto Compound des französischen Herstellers Amilcar, das zwischen 1936 und 1939 in Frankreich und England (von Hotchkiss et Cie als Hotchkiss Ten) verkauft wurde. Ab 1941 entwickelte er zusammen mit Aluminium Français den Prototyp AFG Grégoire, aus dem der Panhard Dyna X entstand. Außerdem entwarf er den Elektrowagen CGE Tudor für CGE sowie 1945 den Grégoire R, aus dem der Hotchkiss-Grégoire wurde. 1952 war er an der Entstehung der ersten französischen Turbinenwagens von SOCEMA (Société de constructions et d’équipements mécaniques pour l’avition) mit ca. 200 km/h Endgeschwindigkeit als Experimentalauto beteiligt. An dieses Auto lehnt sich auch ein im Comic Spirou und Fantasio abgebildetes Modell an. Beim Motorradhersteller Monet et Goyon sind in den 1950er Jahren nach ihm benannte Radfederungssysteme verwendet worden. Ab 1956 produzierte er den Grégoire Sport in Kleinserie. Sein letztes Automobilprojekt war der Grégoire Charbonneaux ab 1969.

## Rennfahrer und Autor
Neben seiner Tätigkeit als Ingenieur war Grégoire auch sportlich und als Buchautor aktiv. Er spielte Rugby und war französischer Meister über 100 Meter. In den Jahren 1927, 1928, 1929 und 1930 nahm er mit einem Tracta am 24-Stunden-Rennen von Le Mans teil. Später verfasste er mehrere Bücher über Automobilgeschichte und Automobilkonstruktion, wie Des autos et des mots, Toutes mes automobiles und Vivre sans pétrole.

## Statistik

### Le-Mans-Ergebnisse
| Jahr | Team                      | Fahrzeug      | Teamkollege    | Platzierung            | Ausfallgrund |
| ---- | ------------------------- | ------------- | -------------- | ---------------------- | ------------ |
| 1927 | SA des Automobiles Tracta | Tracta Gephi  | Lucien Lemesle | Rang 7                 |              |
| 1928 | SA des Automobiles Tracta | Tracta Type A | Fernand Vallon | Rang 17                |              |
| 1929 | SA des Automobiles Tracta | Tracta Type A | Fernand Vallon | Rang 10                |              |
| 1930 | SA des Automobiles Tracta | Tracta A28    | Fernand Vallon | Rang 8 und Klassensieg |              |